# The Kiss of Dawn
"The Kiss of Dawn" är den första singeln från finska metalbandet HIMs album Venus Doom. Videon till låten "The Kiss of Dawn" finns även på Youtube.

## Låtlista

### Engelsk utgåva 1
1. "The Kiss of Dawn" (albumversion)
2. "Passions' Killing Floor" (remix)

### Engelsk utgåva 2
1. "The Kiss of Dawn" (albumversion)
2. "Love in Cold Blood" (akustisk)

### Maxi-singel och internationell Maxi digital-singel
1. "The Kiss of Dawn" (albumversion)
2. "Passions' Killing Floor" (remix)
3. "Love in Cold Blood" (akustisk)

### U.S. Hot Topic Exclusiv singel
1. "The Kiss of Dawn" (album version)
2. "The Kiss of Dawn" (Demo)

### Finska Singeln
1. "The Kiss of Dawn" (Radio Edit)
2. "Venus Doom" (Radio Edit)